# Канвил ле Декс Еглиз
Канвил ле Декс Еглиз (фр. Canville-les-Deux-Eglises) насеље је и општина у северној Француској у региону Горња Нормандија, у департману Приморска Сена која припада префектури Руан.
По подацима из 2011. године у општини је живело 333 становника, а густина насељености је износила 57,71 становника/km². Општина се простире на површини од 5,77 km². Налази се на средњој надморској висини од 125 метара (максималној 133 m, а минималној 82 m).

## Демографија
| 1962. | 1968. | 1975. | 1982. | 1990. | 1999. | 2011. |
| ----- | ----- | ----- | ----- | ----- | ----- | ----- |
| 191   | 248   | 216   | 195   | 239   | 299   | 333   |

График промене броја становника у току последњих година